# Mylabris dicincta
Mylabris dicincta es una especie de coleóptero de la familia Meloidae. Estos escarabajos suelen medir alrededor de 1,5 a 2 centímetros de longitud.

## Distribución geográfica
Habita en Somalia.